# Mappillai
Mappillai est un film indien de Kollywood réalisé par Suraj sorti le 8 avril 2011.
Le film met en vedette Dhanush, Hansika Motwani et Manisha Koirala.